# Peter Garrett
Peter Garrett, född 16 april 1953 i Wahroonga (en förstad till Sydney), New South Wales,  är en australisk musiker och politiker. Han är sångare i rockgruppen Midnight Oil.  2004 valdes Garrett in i det australiska parlamentet och i november 2007 utsågs han till miljöminister i Australien. Efter valet 2010 blev Garrett skolminister i Regeringen Gillard II. Under denna tid som politiker låg Midnight Oil i träda men karriären återupptogs 2016 när bandet offentliggjorde den världsturné som de genomförde 2017.